# Piumhi
Piumhi es un municipio brasileño del estado de Minas Gerais.
La ciudad nació en torno de las actividades de minería, en los márgenes del río Caballo y con el nombre de Nuestra Señora del Livramento.

## Hidrografía
Varios arroyos y ríos circundan la ciudad. Tres de ellos, el Arroyo das Araras, y los arroyos de las Onças y Magrinhas pueden ser apuntados como los que abastecem la ciudad de agua. 

## Geografía
Su población según el censo del IBGE de 2010 era de 31.885 habitantes.
Piumhí está localizada en la Mesorregión Oeste del Estado de Minas Gerais (región centro-oeste), con 902 km² de área y una altitud de 793 metros, clima tropical con la temperatura media de 22 °C y vegetación de cerrado.